# Ramón Cardozo
Ramón Idalecio Cardozo (San Antonio, departamento Central, Paraguay; 23 de abril de 1986) es un futbolista paraguayo. Juega en la posición de delantero y su equipo actual es Rubio Ñu de la Segunda División de Paraguay.

## Trayectoria
Se inició en el Club 1.º de marzo de San Antonio. Luego pasó al Club Atlético Ytororo, también de San Antonio. De ahí, se integró a las filas de Tacuary. Pasó por países como Portugal jugando por FC Penafiel donde anotó un gol en 7 partidos. Regresó a Tacuary en el segundo semestre de 2007 y vivió su mejor momento, con siete goles en veintidós presentaciones. Tanto en 2008 como en 2009, tuvo poca continuidad en el mismo elenco (siete goles en 39 partidos).
En 2010, fue cedido otra vez a préstamo, esta vez a Cerro Porteño. Sin embargo, no alternó con regularidad: en solo dieciocho encuentros, marcó cuatro tantos. Fue dirigido por el argentino Pedro Troglio jugando así la Copa Libertadores 2010 y Copa Sudamericana 2010 a la misma vez. Compartió el equipo con los internacionales Diego Barreto, Iván Piris, Julio Dos Santos, Juan Iturbe y Roberto Nanni.
Regresó a Tacuary en 2011, tuvo mayor participación (veintiocho partidos), pero su cuota de goles no subió: marcó cuatro.
A comienzos de 2012, se especuló que recalaría en Olimpia, pero una suspensión de seis meses en su país (por agredir a un árbitro en octubre de 2011) lo obligó a buscar suerte en el extranjero; finalmente, tras algunas dudas respecto a su llegada, arribó a Huánuco para enfundarse la camiseta de León, le dieron el número 10 siendo dirigido por Aníbal Ruiz. Compartió el ataque con los argentinos Luciano Cardinali y Sergio Almirón. En 16 partidos anotó solo 4 goles. A mediados de junio se fue con el club dueño de su pase, Tacuary. En el 2012 jugó la Copa Sudamericana 2012 luego de que su equipo quedara en el quinto puesto del acumulado del 2011.
En 2013, Tacuarita consiguió el título del torneo Apertura con Nacional, luego de anotar un gol de chalaca.
Luego de ser campeón con el Nacional se decía que iba a préstamo al Dynamo Bucarest siendo luego esto descartado por su empresario, finalmente se marchó a Portugal para jugar la Primeira Liga 2013-14 por el Vitória Setúbal. En 18 partidos con el club anotó 6 goles cumpliendo buenas actuaciones. Compartió el equipo con sus compatriotas Carlos Servín, Javier Cohene y el peruano Wilder Cartagena.
A la siguiente temporada se rumoreaba que se iba al Vitória Guimarães, finalmente decide fichar por el recién ascendido Moreirense. En 13 partidos anotó 2 goles. Jugó al lado del argentino Rodrigo Battaglia y el boliviano Edivaldo Rojas.
A mediados del 2016 vuelve a Paraguay para jugar por el Deportivo Capiatá, logrando la histórica clasificación a la Copa Conmebol Libertadores 2017.
En 2017 se sumó al Independiente de Campo Grande proveniente de Deportivo Capiatá.

## Selección nacional
Fue convocado por la selección de fútbol de Paraguay, la primera vez en 2011, año en que hizo su debut durante un encuentro amistoso contra Argentina que terminó con victoria albiceleste de 4-2.

## Clubes
| Club              | País      | Año       |
| ----------------- | --------- | --------- |
| Tacuary           | Paraguay  | 2005-2006 |
| Penafiel          | Portugal  | 2007      |
| Tacuary           | Paraguay  | 2008-2009 |
| Cerro Porteño     | Paraguay  | 2010      |
| Tacuary           | Paraguay  | 2011      |
| León de Huánuco   | Perú      | 2012      |
| Tacuary           | Paraguay  | 2012      |
| Nacional          | Paraguay  | 2013      |
| Vitória Setúbal   | Portugal  | 2013-2014 |
| Moreirense        | Portugal  | 2014-2016 |
| Deportivo Capiatá | Paraguay  | 2016      |
| Independiente     | Paraguay  | 2017      |
| Crucero del Norte | Argentina | 2017-2018 |
| Independiente     | Paraguay  | 2018      |
| Rubio Ñu          | Paraguay  | 2019-act. |

## Palmarés

### Campeonatos nacionales
| Título          | Club     | País     | Año  |
| --------------- | -------- | -------- | ---- |
| Torneo Apertura | Nacional | Paraguay | 2013 |